# Bousculade du Hajj en 1998
La bousculade du Hajj 1998 est une bousculade qui s'est produite le 9 avril 1998 à La Mecque, en Arabie saoudite, lors du dernier jour du pèlerinage du Hajj. Lors de la cohue, les victimes sont tombées d’une balustrade haute de 4 mètres. Le bilan humain s'élève à 118 morts et 180 blessés.
La bousculade a eu lieu sur le chemin de Mina, ville séparée de La Mecque par une dizaine de kilomètres.